# Convenció sobre els drets de l'infant
La Convenció sobre els drets de l'infant és un instrument internacional que estableix els drets civils, polítics, econòmics, socials i culturals de la infantesa. Va ser adoptada per l'Assemblea General de les Nacions Unides el 20 de novembre del 1989 i entrà en vigor el 2 de setembre del 1990 després de la seva ratificació per part de 78 estats membres. La convenció consta de 54 articles i de dos protocols addicionals, un sobre la participació dels nens en conflictes armats i un altre sobre la venda de nens i prostitució i pornografia infantils.
Aquesta iniciativa constitueix una de les fites més importants en el reconeixement i l'afirmació dels drets humans. La Convenció sobre els drets de l'infant és un dels tractats més referendats del món, ja que segons UNICEF ha estat ratificat per 193 Estats, gairebé tots els membres de Nacions Unides. La Convenció està centrada en la infància, es refereix a les necessitats i drets específics dels nens i obliga els Estats a obrar a favor dels seus millors interessos.

## Contingut
La Convenció defineix un infant com a qualsevol persona de menys de 18 anys, llevat que la llei d'un país determinat reconegui abans la seva majoria d'edat. Segons la Convenció, els nens són considerats com a subjectes de drets. Tot dret especificat a la Convenció és inherent a la dignitat humana i al desenvolupament harmònic de cada infant.
Els quatre principis bàsics de la Convenció són els següents: 
1. No discriminació
2. Defensa del millor interès de l'infant/a
3. Dret a la vida, a la supervivència i al desenvolupament
4. Respecte per les opinions dels infants.

La Convenció aplica a la infància la Declaració Universal dels Drets Humans de Nacions Unides segons la qual tot individu és titular dels drets i llibertats que s'hi reconeixen sense distinció de cap mena, ja sia de raça, color de la pell, sexe, llengua, credo, opinió política, origen nacional o social, possessió de propietats, naixement o altra condició.
La Convenció reconeix que tot nen és titular de certs drets fonamentals, entre els quals s'han d'esmentar el dret a la vida, al seu nom i a la seva identitat, a ser educat pels seus pares en el si d'una família i a mantenir una relació amb tots dos progenitors, encara que estiguin separats. Així mateix la Convenció obliga els Estats a permetre que els pares puguin exercir les seves responsabilitats com a tals.
Expressa els drets fonamentals de què gaudeixen els infants de totes les nacionalitats: dret a desenvolupar-se fins a les seves plenes potencialitats; a ser protegits de les influències pernicioses, dels abusos i de l'explotació; i a participar plenament en la família així com en la vida cultural i social.
La Convenció protegeix els drets dels infants per mitjà de garantir el seu accés efectiu als serveis de salut; a una educació primària gratuïta i obligatòria i a altres serveis jurídics, civils i socials. La Convenció també reconeix que els infants tinguin el dret d'expressar les seves opinions i que aquestes siguin escoltades, de rebre protecció davant de possibles explotacions i que la seva intimitat sigui respectada.

## Estats contraris a la Convenció
Malgrat l'amplitud del suport que la Convenció ha rebut a tots els països del món, un Estat membre de Nacions Unides encara no li ha donat: Estats Units.

### Estats Units
Tot i que signaren la Convenció, no pervingueren a enllestir els processos de ratificació respectius, que és el que compromet el país a seguir-la. L'ex-president estatunidenc Bill Clinton no arribà mai a sotmetre-la al Senat. El següent president estatunidenc, George W. Bush, va manifestar explícitament la seva oposició al tractat.
Aquesta resistència dels governants dels Estats Units s'explica per diversos factors. En primer lloc, a causa de les pressions de certs grups polítics i religiosos de caràcter conservador contra la seva ratificació. Tanmateix, també s'han al·legat motius relacionats amb la possible discordança entre les disposicions legals d'alguns Estats federats i els drets reconeguts per la Convenció, com ara la prohibició de condemnar a menors d'edat a cadena perpètua sense possibilitat d'obtenir la llibertat condicional. De la mateixa manera, s'estima que l'obligació de les escoles privades a educar els infants d'acord amb la carta i els principis de Nacions Unides podria conculcar la llibertat d'educació. Una altra de les reticències és la possibilitat que el reconeixement de l'accés dels infants als serveis socials pugui acabar generant drets de contingut econòmic.

## Aplicació de la Convenció
Del seguiment de l'aplicació de la Convenció s'encarrega el Comitè dels Drets de l'Infant de Nacions Unides, compost per representants de països de tot el món. Els governs dels països que han ratificat el tractat estan obligats a informar periòdicament al Comitè i a comparèixer davant ell pel que fa a la posada en marxa de la Convenció i als avenços dels drets dels infants en el seu país.
Segons les informacions disponibles, l'impacte de la Convenció ha estat ràpid, ampli i sostingut. En alguns països, el tractat fou automàticament integrat al seu ordenament jurídic a partir dels propis principis constitucionals. Altres països promogueren la incorporació de la Convenció mitjançant la reforma constitucional. Gairebé un terç dels països incorporaren a les seves constitucions importants disposicions sobre els drets dels infants. Finalment, en d'altres, els principis de la Convenció foren incorporats al seu ordenament a partir de lleis específiques.
Avui dia un nombre creixent d'Estats fan referències específiques als drets humans de la infància en les seves constitucions o en altres disposicions legals. Es confirma cada vegada més el lligam existent entre la reforma de les lleis i la millora en l'accés i en la qualitat dels programes que preveuen serveis fonamentals adreçats als infants i a les seves famílies. Aquesta relació apareix amb més força i amplitud en els sectors de la sanitat i de l'educació.
L'àmplia difusió de la Convenció ha anat propiciant l'acceptació que els infants són titulars de drets com a ciutadans. En els països més avançats s'està obrint camí la concepció que els drets de ciutadania dels infants són originaris, i no pas derivats, per la qual cosa haurien de ser considerats com a ciutadans de ple dret i, per tant, titulars de drets socials. Així, doncs, els infants no són simplement els ciutadans del demà; són els ciutadans d'avui.